# Vitreostroma
Vitreostroma — рід грибів родини Phyllachoraceae. Назва вперше опублікована 1991 року.

## Класифікація
До роду Vitreostroma відносять 1 вид:
- Vitreostroma desmodii